# فيرتشوا كاب 2
فيرتشوا كاب 2 (بالإنجليزية: Virtua Cop 2)، هي لعبة فيديو يابانية، وهي الجزء الثاني من سلسلة فيرتشوا كاب، عرضت اللعبة على صالة الآركيد عام 1995، ثم صدرت لمنصات متعددة وهي سيغا ساترن ودريم كاست ومايكروسوفت ويندوز وبلاي ستيشن 2، وهي من تطوير ونشر شركة سيغا.